# Orobanche hansii
Orobanche hansii är en snyltrotsväxtart som beskrevs av Anton Joseph Kerner. Orobanche hansii ingår i släktet snyltrötter, och familjen snyltrotsväxter. Inga underarter finns listade i Catalogue of Life.